# Anablepsoides hartii
Anablepsoides hartii är en fiskart som först beskrevs av Boulenger, 1890. Arten ingår i släktet Anablepsoides, och familjen Rivulidae. Inga underarter finns listade i Catalogue of Life.